# Stolberg (Renânia)
Stolberg é uma cidade da Alemanha, localizado no distrito de  Aachen, Renânia do Norte-Vestfália.